# 1xBet
1xBet je online kladionica koja ima Curaçao eGaming licencu. Osnovana je 2007. godine i registrovana na Kipru. Kompanija radi po franšiznom poslovnom modelu. Nakon otkrivanja detalja o finansijama kompanije, zabranjeno joj je poslovanje u raznim zemljama, uključujući SAD, Veliku Britaniju, Francusku i Španiju, nakon čega je kompanija preusmerila fokus na Afriku, Južnu Ameriku i Indiju.

## Istorija i razvoj
Kompaniju su osnovali u Rusiji Roman Semiohin, Dmitrij Kazorin i bivši ruski obaveštajac po imenu Sergej Karškov, koji je preminuo u junu 2023. godine.
U martu 2020. godine, 1xBet je potvrdio širenje na meksičko tržište nakon dobijanja operativne licence. Kompanija je takođe najavila svoj plan da se fokusira na tržište klađenja na esport u ovoj latinoameričkoj zemlji.
U martu 2022. godine, 1xBet se proširio na čileansko tržište potpisivanjem ugovora o partnerstvu sa Čileanskim fudbalskim prvenstvom, čime je kompanija postala deo 138 utakmica sezone 2022.
U junu 2023. godine, 1xBet je proglašen "Sportskom kladionicom godine" na SiGMA Americas Awards.

## Kontroverze
Nakon istrage koju je 2019. godine sproveo The Sunday Times, licenca 1xBet-a je ukinuta od strane UK Gambling Commission (UKGC) nakon otkrivanja povezanosti sa "promovisanjem 'pornhub kazina'" i reklamiranjem na ilegalnim sajtovima.

## Krivična istraga
U 2020. godini, dogodio se pokušaj neprijateljskog preuzimanja imovine 1xBet-a u Rusiji. U ovom kontekstu su pomenute veze sa strukturama povezanim sa Istražnim komitetom Ruske Federacije. Priča je uključivala sporove oko licenci za klađenje, kao i krivične slučajeve vezane za utaju poreza i nezakonitu organizaciju kockarskih aktivnosti.
Ovi događaji su bili praćeni racijama u kancelarijama kompanije i hapšenjima. 1xBet i njegovi povezani entiteti tvrdili su da se suočavaju sa pokušajima preuzimanja od strane određenih grupa koje navodno deluju pod zaštitom agencija za sprovođenje zakona.
Ova situacija je izazvala značajnu javnu reakciju i podstakla interesovanje za pitanje mešanja državnih struktura u poslovanje kroz ovakve metode u Rusiji.

## Nagrade, investicije i sponzorstva
nagrade
- [2]
- [3]
- [4]
- 2018 [5]

 nagrade
- 2023 [6]
- [7]
- [8]

## Sportska partnertstva
- FK Barselona[9]
- [10]
- La liga[11]
- Serija A[12]
- [13]